# Ithycerus noveboracensis
Ithycerus noveboracensis ist eine Rüsselkäferart (Überfamilie Curculionoidea) aus Nordamerika. Der amerikanische Name ist „New York weevil“. Die Art ist eine taxonomisch isolierte Reliktform, über deren Verwandtschaftsverhältnisse Unklarheit besteht, und wurde von verschiedenen Autoren schon zahlreichen verschiedenen Familien zugeordnet. Eine Auffassung stellt sie als einzige Art in die (damit monotypische) Familie Ithyceridae. Heute wird sie aber meist in einer monotypischen Unterfamilie Ithycerinae innerhalb der Langkäfer (Brentidae) eingeordnet.

## Merkmale

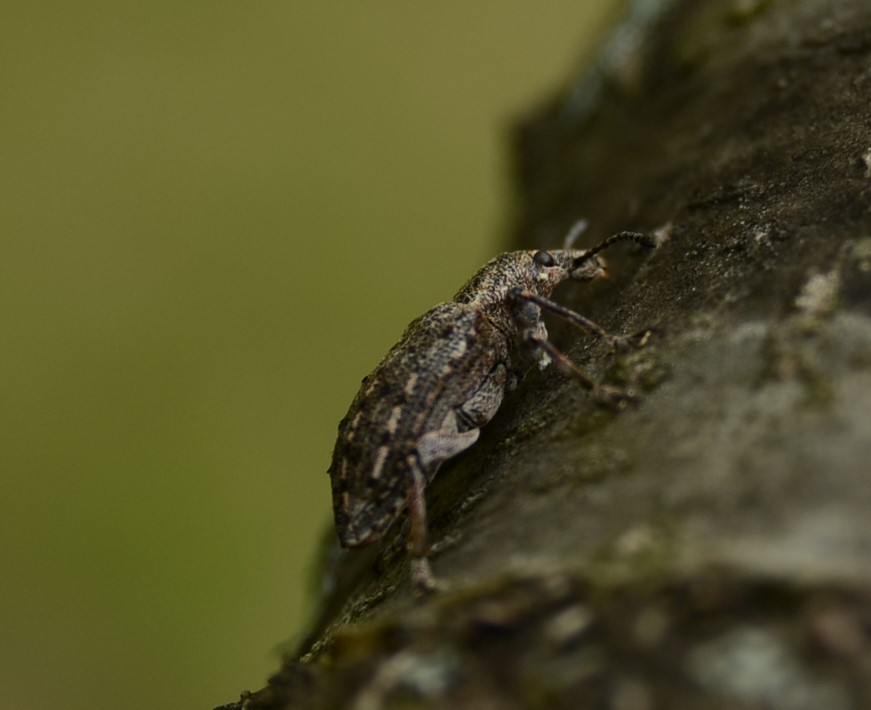

Die Art erreicht die für einen Rüsselkäfer stattliche Größe von 12 bis 18 Millimeter. Sie ist einschließlich aller Anhänge schwarz gefärbt, trägt aber eine auffallende, aus Schuppenhaaren gebildete Zeichnung. Die Flügeldecken tragen auf jedem zweiten Zwischenraum (zwischen den bei Rüsselkäfern, wie vielen anderen Käfern, üblicherweise ausgeprägten Punktreihen) einen aus hellen Schuppen gebildeten Streifen, in den aus schwarzen, aufgerichteten Schuppen gebildete kleine Flecken eingestreut sind. Das Schildchen (Scutellum) ist durch sehr dichte helle Beschuppung auffallend. Auch auf dem Halsschild sind drei Längsstreifen aus hellen Schuppen vorhanden. Der Käfer ist langgestreckt oval mit vorn parallelseitigen, nach hinten abrupt verengten Flügeldecken mit ausgeprägten Vorderecken („Schultern“). Das Pronotum ist deutlich schmaler als die Flügeldecken (etwa halb so breit) und nach vorn hin glockenförmig verengt. Der nach hinten nicht verengte Kopf trägt zwei ovale, aus der Kopfkontur vorragende Augen. Der Rüssel ist sehr kurz (etwa so lang wie breit, kaum halb so lang wie der Kopf), oben abgeflacht, etwas nach vorn verbreitert (erweitert) mit zwei Kielen. Die geraden (nicht geknieten) Antennen sitzen seitwärts in der Rüsselmitte an. Sie tragen eine kurze und kompakte, dreigliedrige Fühlerkeule. Die Art ist durch eine besondere Ausbildung des Hinterleibs auffallend. Dieser wirkt, als habe er sechs Sklerite (Ventrite). Der sechste ist aber in Wirklichkeit ein Tergit (Pygidium), der auf die Bauchseite gewandert ist. Dementsprechend liegt der Anus und die Genitalöffnung nicht am Körperende, sondern bauchseitig nach vorn verschoben.
Die Larve ist durch deutliche, zweisegmentige Thorakalbeine (ohne Klaue) auffallend, während Rüsselkäferlarven typischerweise völlig beinlos sind. Die Kopfkapsel trägt beiderseits drei Larvenaugen (Stemmata oder Ocularia). Sie erreicht maximal etwa 25 Millimeter Länge und ist weiß gefärbt mit gelber Kopfkapsel. Ihre Kutikula fällt auch durch zahlreiche kleine Dörnchen (Spiculae) auf.

## Lebensweise
Die Art ist an Laubbäume gebunden. Die adulten Käfer fressen an den Blättern und gelegentlich auch an jungen Zweigen, Blüten oder Knospen. Die Larve lebt im Boden und frisst an Wurzeln. Angegeben wird ein recht breites Nahrungsspektrum, das die Familien Betulaceae, Juglandaceae und Fagaceae umfasst. Sie ist auch an vom Menschen neu eingeführte Obstbäume (Familie Rosaceae) übergegangen. Die meisten Angaben liegen vor von Amerikanischer Buche und verschiedenen Eichenarten, z. B. Quercus alba und Quercus velutina.
Das Weibchen legt seine Eier im Sommer in den Boden, am Fuße einer geeigneten Baumart. Die Larven fressen von außen an den Wurzeln und können deren komplette Rinde entfernen. Ihre Entwicklung benötigt zwei Jahre. Sie verpuppen sich im Mai oder Juni des zweiten Jahres.

## Verbreitung
Die Art ist aus dem östlichen Nordamerika (USA und Kanada) bekannt. Die Nordgrenze der Verbreitung verläuft durch Quebec und Ontario, im Westen werden Wisconsin und Nebraska erreicht. Die südlichsten Vorkommen liegen in Georgia und Texas.

## Ökonomische Bedeutung
Die Art ist gelegentlich in Baumkulturen oder Obstplantagen als schädlich gemeldet worden.

## Systematik
Die Position und Verwandtschaftsverhältnis von Ithycerus noveboracensis sind bis heute nicht befriedigend geklärt. Die Art zeichnet sich aus durch ein Mosaik aus ursprünglichen, plesiomorphen und abgeleiteten Merkmalen. Plesiomorphien sind zum Beispiel die geraden, nicht geknieten Antennen, die Gestalt der männlichen Genitalien und die Form der Larve mit zweisegmentigen Beinen. Nach kladistischen Analysen der Phylogenie werden zwei unterschiedliche Positionen vorgeschlagen:
- a) basaler Abzweig der Linie, die zu den Rüsselkäfern (im engeren Sinne) (Familie Curculionidae) hinführt[1]
- b) ursprüngliche Gruppe innerhalb der Familie Brentidae.[2][3][4]

Zahlreiche Forscher bevorzugen es, die Art als monotypische Unterfamilie Ithycerinae in die Familie Brentidae aufzunehmen, auch wenn die zugrunde liegenden Ergebnisse alles andere als eindeutig sind. Diese Position setzt unter anderem voraus, dass die Apioninae ebenfalls eine Unterfamilie der Brentidae (und nicht eine eigenständige Familie Apionidae) sind. Aufgrund der unklaren und widersprüchlichen Datenlage bevorzugten viele Forscher, die Art, zumindest bis eine bessere Datengrundlage vorliegt, in eine eigene Familie Ithyceridae zu stellen. Als solche sind sie z. B. im Weltkatalog aufgeführt. Heute wird aber die Platzierung als basaler Abzweig innerhalb der Brentidae meist favorisiert.